# 名鉄ワフ1形貨車
名鉄ワフ1形貨車（めいてつワフ1がたかしゃ）とは、かつて名古屋鉄道で運用されていた木造貨車（有蓋緩急車）である。4両（1-4）が運用された。

## 概要
- 元は1917年（大正6年）に名古屋電車製作所で製造された瀬戸電気鉄道の9ｔ積木造有蓋緩急車ワフ1形（1-4）である。1928年（昭和3年）に空気制動の設置の改造がされている。1939年（昭和14年）に瀬戸電気鉄道が名古屋鉄道と合併すると引き継がれる。
- 戦後も引き続き瀬戸線で社内貨物用として運用される。昭和30年代に2両が廃車され、1965年（昭和40年）に形式消滅した。